# Zemsta Ludu
Zemsta Ludu – tajna organizacja założona 28 grudnia 1832 roku przez Joachima Lelewela i Józefa Zaliwskiego. Celem tej organizacji było zorganizowanie zbrojnej wyprawy do Królestwa Polskiego i wywołanie rewolucji w czasie której planowano zmienić panujące stosunki społeczne. 
Do organizacji oprócz Lelewela i Zaliwskiego należeli także: Leonard Chodźko, Antoni Hłuszniewicz, Stanisław Worcell i inni. Planowano wywołanie rewolucji, w czasie której miały zostać zmienione stosunki społeczne (zniesienie pańszczyzny, uwłaszczenie włościan, równość obywateli) nie tylko na ziemiach polskich. Wzorem dla utworzonego państwa polskiego miała być konstytucja USA, w którym zamierzano wprowadzić wolność druku, nauczania i wyznania. Walka z Rosją miała nie być walką narodu z narodem, lecz z despotyczną władzą carską. 
W 1833 roku małe grupki spiskowców pod dowództwem płk. Zaliwskiego, współinicjatora nocy listopadowej, przedostały się do Królestwa Polskiego licząc na wywołanie zbrojnego powstania. Miało ono być częścią rewolucji ogólnoeuropejskiej przygotowanej przez karbonariuszy. Jednak policja rosyjska i austriacka szybko rozprawiła się z partyzantami, a Zaliwski został aresztowany i osadzony w austriackiej twierdzy Kufstein.